# Ai chết giơ tay
Ai chết giơ tay là loạt phim webdrama tâm linh của đạo diễn, diễn viên Huỳnh Lập và công ty 17 Production sản xuất kể về cuộc sống thường nhật của cậu bé pháp sư có tên Tinh Lâm. Phần đầu tiên của bộ phim Ai chết giơ tay đã được lên sóng đến với khán giả lần đầu tiên vào 17 tháng 5 năm 2018 trên nền tảng YouTube. 
Sau thành công của mùa đầu tiên, Huỳnh Lập đã tiếp tục cho ra mắt bản điện ảnh, cũng được nhiều người xem là phần thứ hai của bộ phim Ai chết giơ tay với tên Pháp sư mù: Ai chết giơ tay vào ngày 8 tháng 11 năm 2019 với sự tham gia của nhiều diễn viên nổi tiếng như Việt Hương, Đại Nghĩa, Khả Như, Quang Trung... Sau khi khởi chiếu xong, bộ phim cũng đã được mua lại bởi Netflix. Tiếp nối, phần thứ hai, đến năm 2022, Huỳnh Lập đã chính thức cho ra mắt sê-ri net trong "Vũ trụ tâm linh" của mình là Kẻ độc hành - Ai chết giơ tay tiền truyện trên nền tảng Netflix. Như vậy, tất cả 3 phần phim bao gồm phần 1, phần 2 (điện ảnh) và phần 3 (tiền truyện) đều đã được Netflix mua lại độc quyền.

## Nội dung
| Kẻ độc hành | Ai chết giơ tay | Pháp sư mù: Ai chết giơ tay |

### Ai chết giơ tay
Bộ phim được dựng nên với những câu chuyện xung quanh việc “bắt ma” của 3 nhân vật vô tình gặp nhau nhưng tất cả đều đã sắp đặt từ trước. Cả 3 nhân vật mỗi người đều có một khả năng đặc biệt hỗ trợ cho nhau trong công việc “bắt ma”.
Nhân vật Tinh Lâm – nhân vật chính có sự am hiểu nhất định về thế giới tâm linh vì có gia đình, tổ tiên theo nghiệp trị ma bao đời nay. Nhưng Tinh Lâm chỉ có thể tiêu trừ và giải thoát cho những linh hồn chứ không thể thấy được chúng và cũng có tính cách “khùng khùng” nên gặp rất nhiều khó khăn trong sự nghiệp tổ tiên để lại cho mình. Và rồi thật may mắn khi Tinh Lâm phát hiện ra Liên Thanh – một cô hàng xóm thường gây rắc rối lại chính là người bạn đồng hành trong sự nghiệp của mình.
Liên Thanh ở nhà chăm sóc cô em gái nhỏ của mình với công việc thêu thùa. Nhưng kể từ khi dùng sáp cận hòm của Tinh Lâm đưa cho bôi vào mắt thì cô phát hiện ra mình có khả năng đặc biệt là nhìn thấy được các linh hồn vất vưởng ở xung quanh. Chưa dừng ở đó, các linh hồn này vì có những điều uất ức hay điều chưa thể giải quyết được trước khi chết nên mới vất vưởng ở đây đó, chắc chắn họ có điều muốn nói, nhưng Liên Thanh thì không thể nghe thấy hay biết họ muốn nói gì.
Lúc này bộ phim đưa đến sự xuất hiện của nhân vật Thuỵ Du sẽ giúp Tinh Lâm và Liên Thanh trong những việc như vậy. Thuỵ Du là con một trong gia đình tri thức, giàu có, đang học đại học nhưng không thích học. Khi gặp Tinh Lâm thì Thuỵ Du phát hiện mình có khả năng đặc biệt là có thể để các linh  - hồn nhập vào và họ sẽ nói ra hết những điều uất ức cần giúp đỡ để giải thoát. Và chính việc hồn nhập như vậy đã gây không ít rắc rối và nguy hiểm cho Thuỵ Du.

### Ai chết giơ tay: Pháp sư mù
Bộ phim Pháp sư mù: Ai chết giơ tay là hành trình đi tìm thầy chữa mắt cho Tinh Lâm, sau khi mắt anh chàng bỗng dưng bị mất thị lực. Nhóm bạn bao gồm Tinh Lâm, Liên Thanh và Nguyệt Minh đã tìm đến Út Quái – một pháp sư nổi tiếng nhằm lấy lại ánh sáng cho đôi mắt. Trên con đường tìm lại ánh sáng cuộc đời, Tinh Lâm và nhóm bạn đã gặp phải rất nhiều chuyện kỳ lạ, vô tình có, âm mưu từ trước có. Mọi chuyện vốn dĩ không hề đơn giản như trái tim lương thiện của Tinh Lâm.

### Kẻ độc hành - Ai chết giơ tay tiền truyện
Câu chuyện là hành trình hành pháp của cậu bé Tinh Lâm (Huỳnh Lập) mồ côi bố lẫn mẹ từ nhỏ. Vào một ngày nọ, cậu đã nhận được lời mời đến hành pháp tại một ngôi nhà chủ ngôi nhà này là một cặp đôi chạc 20-30 tuổi (Lâm Vỹ Dạ và Hứa Minh Đạt thủ vai). Sau khi, hành pháp tại ngôi nhà này thì cậu đã có một giấc mơ kỳ lạ, giấc mơ đó đã báo cho cậu biết hành vi trộm cắp của Quyên Hồng (Puka). Tuy nhiên, câu chuyện không đơn giản như vậy, những chuyện kỳ quái đã liên tục xuất hiện và dẫn lối Tinh Lâm trở về ngay ngôi nhà ấy. Bấy giờ, họ đã phát hiện ra một sự thật là đã có một người phụ nữ mang tên Linh Lan (Vy Vân) chết oan 60 năm trước nhập vào cơ thể của Nguyên Hồng. Linh Lan đã bị chết oan vào đúng giờ linh, ngày linh, tháng linh nên cô đã trở thành linh nữ. Đồng thời, do biết cô là linh nữ nên hung thủ đã trấn yểm cô khiến cô không thể báo mộng về người thân hay là siêu thoát. Lúc bấy giờ, Tinh Lâm cũng đã hứa với cô là sẽ giúp cô lại lại người thân. Trong quá trình đó đã có liên tiếp những câu chuyện tâm linh diễn ra như việc những vong linh nhập/xuất vào cơ thể của Nguyên Hồng, trận đấu pháp giữa Hữu Danh (Trịnh Tài) và Tinh Lâm , ma da lôi kéo người khi qua cầu, bộ ba khẩu nghiệp... Sau những sự kiện đó thì cuối cùng Ông Vú (Quốc Khánh) cũng đã nhận được cơ quan của chính quyền địa phương khi tìm ra được thông tin của Linh Lan và biết rằng Linh Lan là một cô gái mồ côi và từ nơi khác đến. Mục đích thực sự của Linh Lan trong 60 năm qua thực chất là nhằm để tìm lại người đã giết mình và cuối cùng cô đã tìm được. Nhưng sau đó, nhờ sự thuyết phục của Tinh Lâm thì Linh Lan đã từ bỏ quyết định của mình. Tuy nhiên, do là linh nữ nên Linh Lan không thể siêu thoát, chuyển kiếp. Cô đã bị Hữu Danh thu phục. Kết thúc bộ phim, Nguyệt Minh (Khả Như) đã tìm thấy được Quyên Hồng.

## Diễn viên
| Nhân vật          | Diễn viên        | Phần 1   | Phần 2   | Tiền truyện |
| ----------------- | ---------------- | -------- | -------- | ----------- |
| Tinh Lâm          | Huỳnh Lập        | THAM GIA | THAM GIA | THAM GIA    |
| Liên Thanh        | Hạnh Thảo        | THAM GIA | THAM GIA | THAM GIA    |
| Nguyệt Minh       | Khả Như          | THAM GIA | THAM GIA | THAM GIA    |
| Thụy Du           | Quang Trung      | THAM GIA | THAM GIA |             |
| Ông Vú/Ông Địa    | Quốc Khánh       | THAM GIA | THAM GIA | THAM GIA    |
| Pháp sư "Út Quái" | Đại Nghĩa        |          | THAM GIA |             |
| Bà An             | Việt Hương       |          | THAM GIA |             |
| Nguyên Hồng       | Puka             | THAM GIA |          | THAM GIA    |
| Dì Mai            | NSND Hồng Vân    |          |          | THAM GIA    |
| Chồng dì Mai      | NSƯT Công Ninh   |          |          | THAM GIA    |
| Ông Lương         | NSƯT Kim Tử Long |          |          | THAM GIA    |
| Hữu Danh          | Trịnh Tài        |          |          | THAM GIA    |
| Mẫn Mi            | Trà Ngọc         | THAM GIA |          |             |

- Nhân vật/Diễn viên có tham gia vào phần phim này.
- Nhân vật/Diễn viên không tham gia vào phần phim này.

## Âm nhạc
| Phần phim                     | Tên ca khúc                | Biểu diễn               | Sáng tác          | Xuất hiện       |
| ----------------------------- | -------------------------- | ----------------------- | ----------------- | --------------- |
| Ai chết giơ tay               | Vậy coi được không?        | Bùi Công Nam, Huỳnh Lập | Bùi Công Nam      | Tập 3           |
| Ai chết giơ tay               | Mình yêu nhau từ kiếp nào? | Dương Hoàng Yến         | Tăng Nhật Tuệ     | Tập 5, 8        |
| Ai chết giơ tay               | Nhật ký đời tôi            | Tâm Thảo                | Thanh Sơn         | Tập 4           |
| Ai chết giơ tay               | Qua cơn mê                 | Tâm Thảo                | Trịnh Lâm Ngân    | Tập 4           |
| Ai chết giơ tay - Pháp sư mù  | Mình yêu nhau từ kiếp nào? | Dương Hoàng Yến         | Tăng Nhật Tuệ     | Điện ảnh        |
| Ai chết giơ tay - Pháp sư mù  | Biển người nhân gian       | Dương Hoàng Yến         | Nguyễn Quốc Cường | Điện ảnh        |
| Ai chết giơ tay - Pháp sư mù  | Cảm ơn đã chung đường      | Trúc Nhân               | New Amazing       | Nhạc cuối phim  |
| Ai chết giơ tay - Kẻ độc hành | Dừng lại và quên thôi      | Trung Quân Idol         | Tăng Nhật Tuệ     | Nhạc phim chính |
| Ai chết giơ tay - Kẻ độc hành | Tấm ảnh không hồn          |                         | Hoài An           | Tập 5           |
| Ai chết giơ tay - Kẻ độc hành | Mưa nửa đêm                |                         | Trúc Phương       | Tập 5           |
| Ai chết giơ tay - Kẻ độc hành | Không bao giờ quên anh     |                         | Hoàng Trang       | Tập 5           |
| Ai chết giơ tay - Kẻ độc hành | Đừng bỏ em một mình        |                         | Phạm Duy          | Tập 5           |
| Ai chết giơ tay - Kẻ độc hành | Người yêu cô đơn           |                         | Đài Phương Trang  | Tập 5           |

Hai ca khúc được sử dụng chính trong phần phim đầu tiên của Ai chết giơ tay chính là "Vậy coi được không?" được sáng tác bởi Bùi Công Nam và do Bùi Công Nam và Huỳnh Lập trình bày. Ca khúc được đưa vào bộ phim ở tập thứ 4. Một ca khúc nhạc kết thúc và cũng là ca khúc chủ đề của bộ phim khác là "Mình yêu nhau từ kiếp nào" do Tăng Nhật Tuệ sáng tác và trình bày bởi Dương Hoàng Yến. Ngoài ra, ca khúc "Mình yêu nhau từ kiếp nào" cũng đã được cover lại bởi một diễn viên trong phim là Thụy Du (Quang  Trung).
Ca khúc chủ đề của bộ phim điện ảnh Ai chết giơ tay: Pháp sư mù là ca khúc "Biển người nhân gian" do Quốc Cường sáng tác và Dương Hoàng Yến trình bày.
Ca khúc chủ đề của bộ phim là ca khúc "Dừng lại và quên thôi" được sáng tác bởi Tăng Nhật Tuệ và Trung Quân Idol trình bày.

## Giải thưởng và thành tích

### Giải thưởng
| Năm  | Giải thưởng                    | Hạng mục                                   | Đề cử cho              | Đề cử cho                    | Kết quả   | Ghi chú     |
| Năm  | Giải thưởng                    | Hạng mục                                   | Diễn viên              | Phim                         | Kết quả   | Ghi chú     |
| ---- | ------------------------------ | ------------------------------------------ | ---------------------- | ---------------------------- | --------- | ----------- |
| 2019 | Ngôi Sao Xanh                  | Diễn viên phim chiếu mạng xuất sắc nhất    | Huỳnh Lập vai Tinh Lâm | Ai chết giơ tay              | Đoạt giải | [ 7 ] [ 8 ] |
| 2019 | Ngôi Sao Xanh                  | Phim chiếu mạng xuất sắc nhất              | —                      | Ai chết giơ tay              | Đoạt giải | [ 7 ] [ 8 ] |
| 2019 | Giải thưởng Truyền hình châu Á | Best Digital Fiction Programme Series      | —                      | Ai chết giơ tay              | Đề cử     | [ 9 ]       |
| 2019 | WeChoice Awards                | Web Drama được yêu thích nhất              | —                      | Ai chết giơ tay              | Đoạt giải | [ 8 ]       |
| 2022 | Ngôi Sao Xanh                  | Nữ diễn viên phim chiếu mạng xuất sắc nhất | Puka vai Nguyên Hồng   | Ai chết giơ tay: Kẻ độc hành | Đoạt giải |             |
| 2022 | Mai Vàng                       | Diễn viên hài xuất sắc nhất                | Huỳnh Lập vai Tinh Lâm | Ai chết giơ tay: Kẻ độc hành | Đoạt giải | [ 10 ]      |

### Thành tích
- Tổng doanh thu điện ảnh Ai chết giơ tay: Pháp sư mù đã cán mốc 53 tỷ đồng.[11]
- Sau hai ngày, phần phim Kẻ độc hành - Ai chết giơ tay tiền truyện đã đứng đầu Trending Netflix Việt Nam.[12]